# Кожеголовый
Кожеголовый (англ. Leatherhead) — персонаж франшизы «Черепашки-ниндзя». Он — мутировавший аллигатор, как правило выступающий на стороне четырёх братьев. С момента его первого появления в комиксах персонаж появился в других медиа, таких как мультсериалы и видеоигры.

## История публикаций
Персонаж дебютировал в Tales of the Teenage Mutant Ninja Turtles #6 (Август, 1988), спин-оффе комикса Teenage Mutant Ninja Turtles от Mirage Studios и был создан сценаристом и художником Райаном Брауном. Кожеголовый был одним из главных героев серии комиксов под названием Mighty Mutanimals, выходившей с 1991 по 1993 годы.

## Биография

### Mirage Comics
Первоначально Кожеголовый был всего лишь детёнышем аллигатора, в какой-то момент случайно попавший в канализацию. Там его обнаружили два Утрома, которые решили забрать Кожеголового в свою штаб-квартиру, расположенную в здании TCRI. Во время своего пребывания с Утромами Кожеголовый подвергся воздействию мутагена, который превратил его в антропоморфное разумное существо. В дальнейшем он и его хозяева были разлучены во время самоуничтожения TCRI. Лишившись дома, Кожеголовый остался жить в канализацию, где на него регулярно нападал охотник по имени мистер Марлин. Во время одного из таких нападений Кожеголовый столкнулся с Черепашками-ниндзя, которые помогли ему одержать победу над охотником. После этого Черепахи разрешили Кожеголовому жить в их старом логове.
Однажды ниндзя из клана Фут столкнулись с Кожеголовым в канализации. Опасаясь, что крокодил может убить их, они заверили Кожеголового, что находятся на его стороне и пообещали помочь в создании телепортирующего устройства. Согласившись принять их помощь, Кожеголовый приступил к построению переместителя, однако через какое-то время был прерван Черепашками. Узнав, что ниндзя клана Фут, с которыми они вступили в сражение, помогали Кожеголовому, Черепашки предложили свою помощь в качестве извинения. После завершения разработки телепорта, у Кожеголового появилась возможность попасть в родной мир Утромов, однако, как только он попытался воспользоваться устройством, оно взорвалось. В приступе гнева он напал на своих помощников из клана Фут и поклялся отомстить Черепахам, которых он обвинил в срыве его попытки отправиться «домой».
Кожеголовый вновь появился в четвёртом томе, присутствуя на похоронах учителя Сплинтера. Затем он вступил в схватку с мутировавшим Рафаэлем, по окончании которой уплыл в неизвестном направлении. Также Кожеголовый появился в двух выпусках второго тома. В выпуске #8 Рафаэль потерявшего рассудок Кожеголового за созданием нового переместителя. Кожеголовый затаил обиду на Донателло и едва не убил Рафаэля, ошибочно приняв того за Донателло. Затем из активированного устройства появились три Утрома, которые выстрелили в аллигатора из лазерной пушки и забрали его с собой, уничтожив телепорт прежде чем уйти.
В выпуске #23 Утромы обратились к Черепашкам с просьбой спасти Кожеголового от предавших и сородичей, известных как «Просвещённые», тех самых, что ранее забрали Кожеголового с Земли с целью создания армии мутантов для «очищения» мира. Выяснилось, что «Просвещённые» накачали Кожеголовго наркотиками, из-за которых он и начал строить второе телепортирующее устройство. Также они повлияли на восстановление его повреждённого глаза и увеличение массы тела аллигатора. В конечном итоге Черепашки спасли Кожеголового, победили его клонов и помогли уничтожить «Просвещённых». Затем Кожеголовый вернулся на Землю вместе с Черепашками-ниндзя.
Браун возвращается к сюжету о своём персонаже спустя 19 лет в Tales of the Teenage Mutant Ninja Turtles в сентябре 2007 года. Выйдя поплавать, Кожеголовый столкнулся с группой инопланетян и напал на них. В этом же выпуске появляется и охранник Утромов, доктор Икс, действуя в экзоскелете женщины-учёного.

### Image Comics
Обнаружив двоих убитых и наполовину съеденных детей в канализации, Леонардо пришёл к выводу, что за этим преступлением стоял Кожеголовый. Выследив аллигатора, Леонардо с удивлением обнаруживал его связанным. Прежде чем он смог освободить Кожеголового, Леонардо подвергся нападению со стороны короля Комодо и его приспешников-варанов, настоящих убийц детей. Вступив в бой с королем Комодо, Леонардо успешно убил его подчинённых, но в конечном итоге потерял сознание, лишившись руки. Проснувшись через несколько часов, Леонардо удалось освободить Кожеголового, после чего вместе с Микеланджело и Кейси Джонсом они победили короля Комодо.
Зарыв топор войны с Черепахами, Кожеголовый познакомил их с доктором Икс, Утромом, оставшимся после обрушения здания TCRI. Вместе с доктором Икс Кожеголовому удалось собрать новый переместитель. Тем не менее, во время тестирования устройства образовался сигнал, заманивший Трицератонов в логово Кожеголового. Во время развернувшегося сражения, Кожеголовому удалось растерзать нескольких пришельцев. Несмотря на это, последнему Трицератону удалось активировать находящийся в его распоряжении прибор и перенестись вместе с Кожеголовым в неизвестном направлении.

### Archie Comics
В комиксе Teenage Mutant Ninja Turtles Adventures от издательства Archie Comics Кожеголовый был бедным человеком по имени Джесс Харли, который обитал на болотах Флориды и превратился в аллигатора-мутанта по вине «ведьмы» Мэри Боунс, которая обратила против него силу своего магического шара. Сначала Шреддер уговаривал Кожеголового сотрудничать с ним, пока Кожеголовый не осознал, что Шреддер — злодей. Вскоре после этого Кожеголовый стал успешным борцом на астероиде Стамп, а затем вступил в ряды группы «Могучие Мутанималы». В дальнейшем его и других членов группы убивают.
Райан Браун заявил, что его персонаж Джесс Харли является данью уважения его любимому актеру Лэнсу Хенриксену и получил своё имя в честь двух персонажей из его любимых фильмов: Джесси Хакера из «Почти полная тьма» и Эда Харли из «Тыквоголового» .

### IDW Publishing
Кожеголовый мутировал на острове Берноу в 18 веке, когда находящийся неполадку от острова пиратский корабль сбросил часть своего груза в воду, включая канистры мутагена. Он получил своё имя от жителей острова, прозвавших его «Кожаной головой лагуны». Во время знакомства с Черепашками-ниндзя и Фуджитоидом, Кожеголовый упомянул, что на протяжении 200 лет вёл одноимённый образ жизни, однако впоследствии выяснилось, что большую часть своего существования он находился в плену у генерала Крэнга и смог вырваться на свободу во время нападения на остров клана Фут. Одержимый местью к Крэнгу и Утромам в целом, Кожеголовый убил нескольких находящихся в состоянии сна представителей расы и разорвал на части попытавшегося вмешаться Фуджитоида. Когда до него дошли вести о том, что Утромы собираются судить Крэнга за его многочисленные преступления, Кожеголовый взял правосудие в свои руки и съел ненавистного врага живьём.

## Телевидение

### Мультсериал 1987 года

Кожеголовый в мультсериале «Черепашки-ниндзя» 1987 года.

Джим Каммингс озвучил Кожеголового в мультсериале «Черепашки-ниндзя» 1987 года, однако в эпизоде «Ночь разбойников» его заменил Питер Ренадей. Здесь он выступил врагом Черепашек, с которыми сражался несколько раз. Первое появление Кожеголового состоялось в эпизоде « Черепашки против Кожеголового», в котором он, будучи огромным аллигатором, подвергся воздействию мутагена, пролившегося в реку в ходе последней операции Крэнга и Шреддера, в результате чего мутировал, приняв гуманоидную форму. Он столкнулся с пакующими жабами и поработил их, однако те были освобождены Черепашками-ниндзя, которые победили Кожеголового, после чего тот стал их врагом.
Для противостояния с Черепашками Кожеголовый объединился с Крысиным королём в эпизоде «Кожеголовый встречает Крысиного короля», однако дуэт потерпел неудачу. В эпизоде «Ночь негодяев» Шреддер нанял Кожеголового и Крысиного короля наряду со Слэшем, Темпестрой, Антраксом, Скамбагом и Кром Домом для того, чтобы те помогли ему и Крэнгу уничтожить Черепах.
Создатель персонажа Райан Браун специально переработал образ Кожеголового для данного мультсериала. 

### Мультсериал 2003 года

Кожеголовый в мультсериале «Черепашки-ниндзя» 2003 года.

В мультсериале «Черепашки-ниндзя» 2003 года Кожеголового озвучил ФБ Оуэнс. В прошлом он был домашним питомцем неизвестных людей, которые смыли его в канализацию. Затем он был найден Утромами, взявшими его в свою штаб-квартиру в здание TCRI. Там он подвергся воздействию мутагена, в результате чего увеличился в габаритах и стал умнее. В течение многих лет Кожеголовый жил с Утромами, которых считал своей семьёй вплоть до того момента, пока те случайно оставили его на Земле во время эвакуации на свою родную планету в эпизоде из трёх частей под названием «Тайна происхождения». Лишившись дома, Кожеголовый перебрался в канализацию, поселившись в старом логове Черепах. Он познакомился и подружился с Бакстером Стокманом, который пообещал ему помощь в построении переместителя в обмен на конструирование экзоскелета Утромов. В эпизоде 2 сезона «Что за Крок» Кожеголовый столкнулся с Черепашками-ниндзя, ошибочно приняв их за недоброжелателей, после чего напал на братьев в приступе гнева. Разобравшись в ситуации, он отвёл Черепах в своё убежище, однако, Стокман, который был старым врагом Черепах, обвинил их в бегстве Утромов с Земли. Тем не менее, Стокман случайно проговорился, что работал на Шреддера. Кожеголовый напал на него, однако, в результате развернувшегося сражения произошёл обвал, из-за чего Кожеголовый был вынужден остаться, чтобы остановить падение обручающихся сводов и дать Черепашкам уйти.
В 3 сезоне, в эпизоде «Столкновение миров», состоящем из трёх частей, выяснилось, что Кожеголовый пережил обвал благодаря своей толстой коже и был обнаружен Агентом Бишопом, который ставил над ним эксперименты в рамках разработки собственных суперсолдат. В конечном итоге Кожеголовый был освобождён Черепашками, после чего некоторое время жил вместе с ними. Из-за неконтролируемых приступов гнева в эпизоде «Беглец» он был вынужден переехать на заброшенную станцию метро. В финале 3 сезона Кожеголовый вместе с Черепашками-ниндзя участвовал в нападении на штаб-квартиру Шреддера, дабы предотвратить его бегство с Земли. В 4 сезоне Кожеголовый помог Леонардо, Микеланджело и Рафаэлю вылечить Донателло, который подвергся вторичной мутации, а также разработал противоядие от охватившей Нью-Йорк эпидемии мутантов. В финале 7 сезона Кожеголовый был одним из гостей на свадьбе Эйприл О’Нил и Кейси Джонса.

### Мультсериал 2012 года
Кожеголовый появляется в мультсериале «Черепашки-ниндзя» 2012 года, где его озвучил Питер Лурье.

## Видеоигры
- В игре Teenage Mutant Ninja Turtles III: The Manhattan Project (1991) Кожеголовый является боссом на уровне, события которого разворачиваются в канализации.
- Кожеголовый появляется в игре Teenage Mutant Ninja Turtles: Turtles in Time (1991) на уровне с поездом.
- Оуэнс вновь озвучил Кожеголового в игре Teenage Mutant Ninja Turtles 2: Battle Nexus (2004), где он выступает боссом в старом логове Черепах, а также её прямом продолжении — Teenage Mutant Ninja Turtles 3: Mutant Nightmare (2005).
- Майкл Синтерниклаас озвучил Кожеголового в игре Teenage Mutant Ninja Turtles: Turtles in Time Re-Shelled (2009).
- Андре Сольюццо озвучил Кожеголового в игре Teenage Mutant Ninja Turtles: Brothers Unite (2014), выпущенной на основе фильма 2014 года[8].
- Лурье вновь озвучил Кожеголового в игре Teenage Mutant Ninja Turtles: Danger of the Ooze (2014).
- В игре Teenage Mutant Ninja Turtles: Shredder’s Revenge (2022) Кожеголовый является боссом 9 уровня[11].

## Товары
- В 1989 году Playmates Toys выпустила фигурку Кожеголового на основе его появления в мультсериале 1987 года[12].
- В 2004 году Playmates Toys выпустила фигурку Кожеголового на основе его появления в мультсериале 2003 года[13].
- Playmates Toys выпустила фигурку Кожеголового на основе мультсериала 2012 года в 2013 и 2017 годах. В 2015 году был выпущен набор «Крэнг и Кожеголовый».
- Кожеголовый стал частью второй волны 7-дюймовых фигурок по мотивам франшизы от NECA[14], а также выходил в одном наборе со Слэшем в рамках третьей волны[15].
- Super7 выпустила 7-дюймовую фигурку Кожеголового на основе его появления в мультсериале 1987 года[16].

## Критика
Comic Book Resources включил Кожеголового в свой список «8 второстепенных персонажей «Черепашек-ниндзя», которые рулят», отметив его манеру речи. GameSpot поместил его на 14-е место среди «26 врагов Черепашек-ниндзя, расположенных от фальшивых до совершенных». Screen Rant добавил Кожеголового в список «10 удивительных крокодилов на экране».